# Gigapan

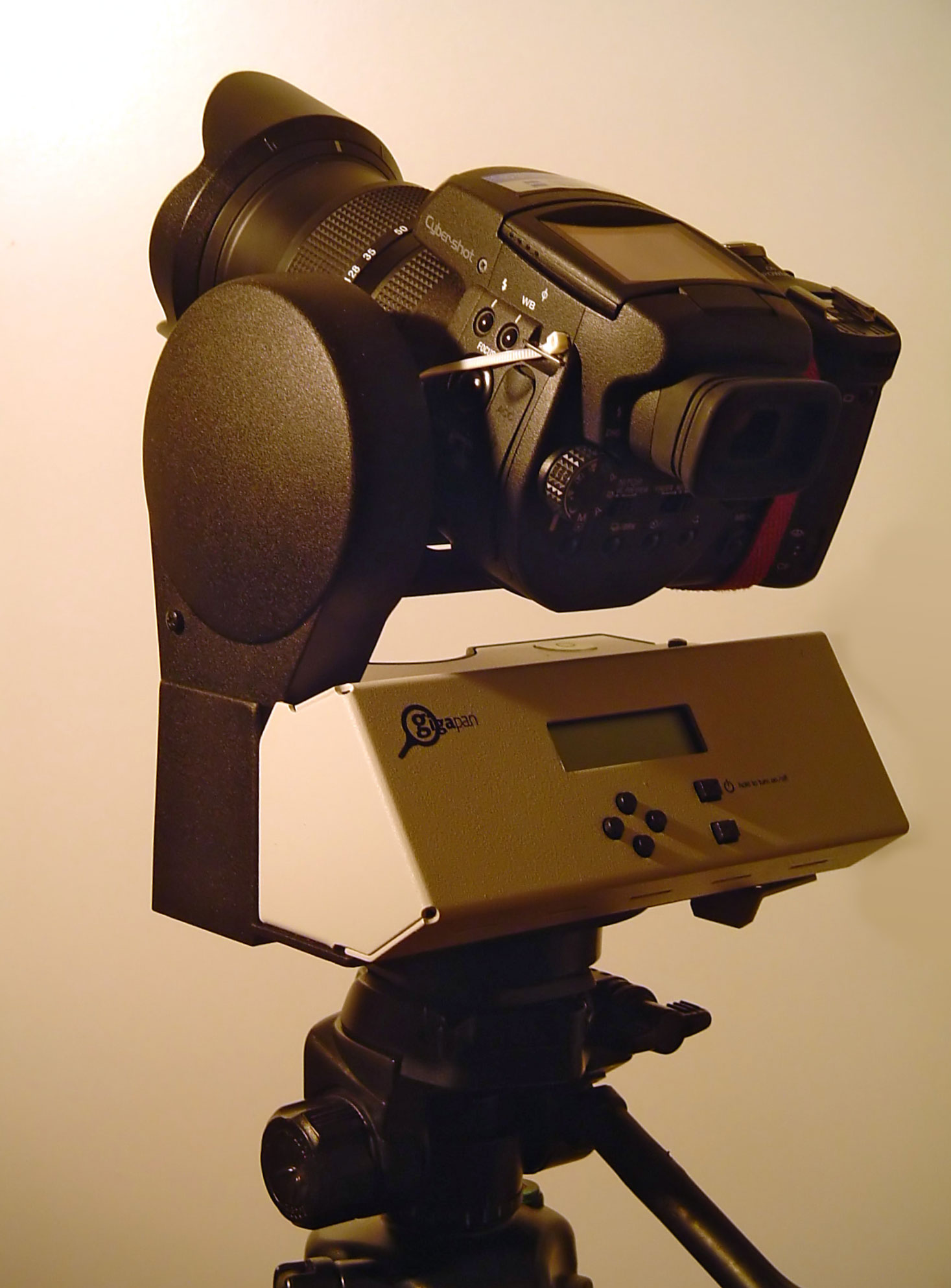
Der GigaPan-Imager mit einer Bridgekamera, zum Kippen und Drehen der Kamera und einem Motor zum Betätigen des Auslösers

GigaPan ist ein gemeinsames von Google, der Carnegie Mellon University und der Roboter-Gruppe der NASA finanziertes Projekt. Ziel des Projektes ist es, es jedem zu ermöglichen, mit einer geeigneten Digitalkamera unter Zuhilfenahme einer einfachen, automatisierten Plattform zum Schwenken und Kippen der Kamera Bilder mit einer Auflösung im Gigapixel-Bereich zu erzeugen.
Die erste Version des Foto-Roboters kam unter dem Namen GigaPan Epic auf den Markt und beinhaltet neben den beiden Motoren zum Bewegen der Kamera einen Hebel zum mechanischen Betätigen des Kameraauslösers. Sie war für einfache Kompaktkameras geeignet. Inzwischen gibt es mit GigaPan Epic 100 eine etwas größere Version für mittelschwere Kameras und mit GigaPan Epic Pro eine Version für DSLR-Kameras mit einem Systemgewicht (Kamera und Objektiv) von bis zu 4,5 kg.
Der zweite Bestandteil des Projektes ist eine Software (engl. Stitcher) zum Zusammenfügen der Einzelbilder.
Der dritte Bestandteil des Projektes ist das Zerlegen des gewaltigen Gesamtbildes in handliche Kacheln von 256 × 256 Pixeln und das Erzeugen der Bildpyramide. Anschließend lassen sich die Bilder auf den Server des Projektes hochladen und sind dann mittels eines Flashplayers über das Internet verfügbar. Mittlerweile sind über 40.000 Panoramen unterschiedlicher Qualität auf der Projektseite verfügbar. Von Nutzern lassen sich Bildausschnitte der Bilder markieren und kommentieren. Die Auflösung der Bilder liegt zwischen 50 Megapixel und ca. 45 Gigapixel.

## Geschichte

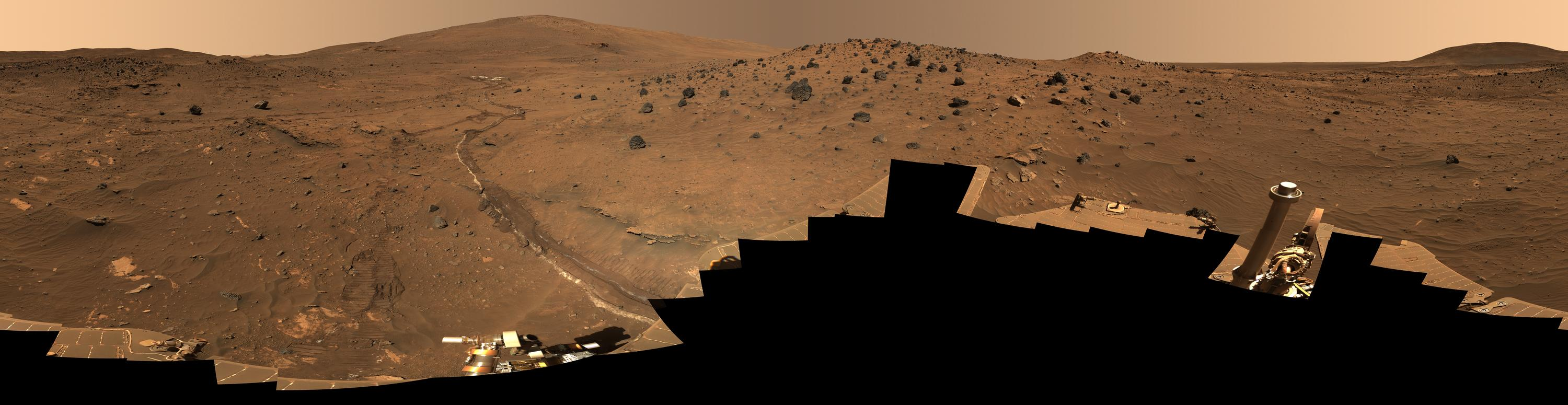
Zusammengefügte Aufnahme der Marsoberfläche

Die Ursprünge des Projektes liegen unter anderem beim Mars-Rover Opportunity der NASA im Jahr 2003.